# Звезда и полумесяц

Звезда и полумесяц

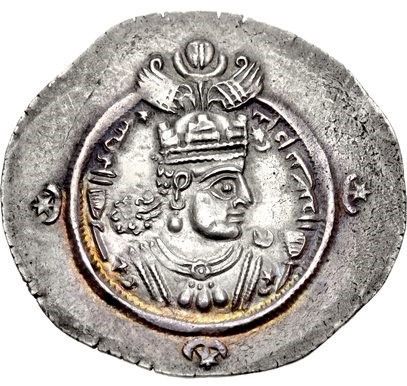
Звезда и полумесяц на монете Ардашира III

Символы звёзд (или звезды́) и полуме́сяцев были широко распространены по всему древнему миру, в Восточном Средиземноморье и Центральной Азии.

## История символа
В ранней мусульманской общине этого символа не было. Во времена пророка Мухаммеда мусульмане и их караваны в целях идентификации использовали простые одноцветные флаги (как правило чёрный, зелёный или белый). В более позднее время они предпочитали использовать простой чёрный, белый или зелёный флаг без надписей, знаков или каких-либо символов.
В XIX веке Османская империя стала использовать флаг с белой звездой и полумесяцем на красном фоне («Ай-Улдуз» или «Ай-Йилдыз»). Этот флаг и поныне используется в качестве официального флага Турецкой Республики. Другие государства на территории бывшей Османской империи (Ливия (с 1951 г. по 1969 г. и после 2011 г.), Тунис (с 1956 г.) и Алжир (с 1958 г.) и др.) также использовали этот символ на своих флагах.

В XX веке символ звезды и полумесяца использовался в национальных флагах Азербайджана (с 1918 г.), Восточного Туркестана (с 1933 г.), Пакистана (с 1947 г.), Малайзии (с 1948 г.), Мавритании (с 1959 г.), Узбекистана (с 1991 г.). С 1950-х символ звезды и полумесяца интерпретируется, как символ мусульман в целом. Символика звезды и полумесяца на флаге Королевства Ливии (1951—1969 гг.) была объяснена в буклете на английском языке «The Libyan Flag & The National Anthem», выпущенном Министерством информации Королевства Ливия.
Полумесяц символизирует начало лунного месяца по мусульманскому календарю. Это напоминает нам историю хиджры (миграции) нашего Пророка Мухаммада из его дома, чтобы распространять Ислам и учить принципам добродетели. Звезда олицетворяет улыбающуюся нам надежду, красоту и свет веры в Бога в нашей стране, которая освещает наш путь и дает конец тьме.
Символ «звезда и полумесяц» в Unicode — U+262A: ☪